# Модерзон-Беккер, Паула
Паула Модерзон-Беккер (нем. Paula Modersohn-Becker; 8 февраля 1876, Дрезден — 20 ноября 1907, Ворпсведе) — немецкая художница, известная представительница раннего экспрессионизма. За неполные 14 лет своей творческой деятельности Модерсон-Беккер написала 750 полотен, около 1000 рисунков и 13 офортов, вобравших в себя основные направления искусства начала XX столетия.

## Биография

### Семья

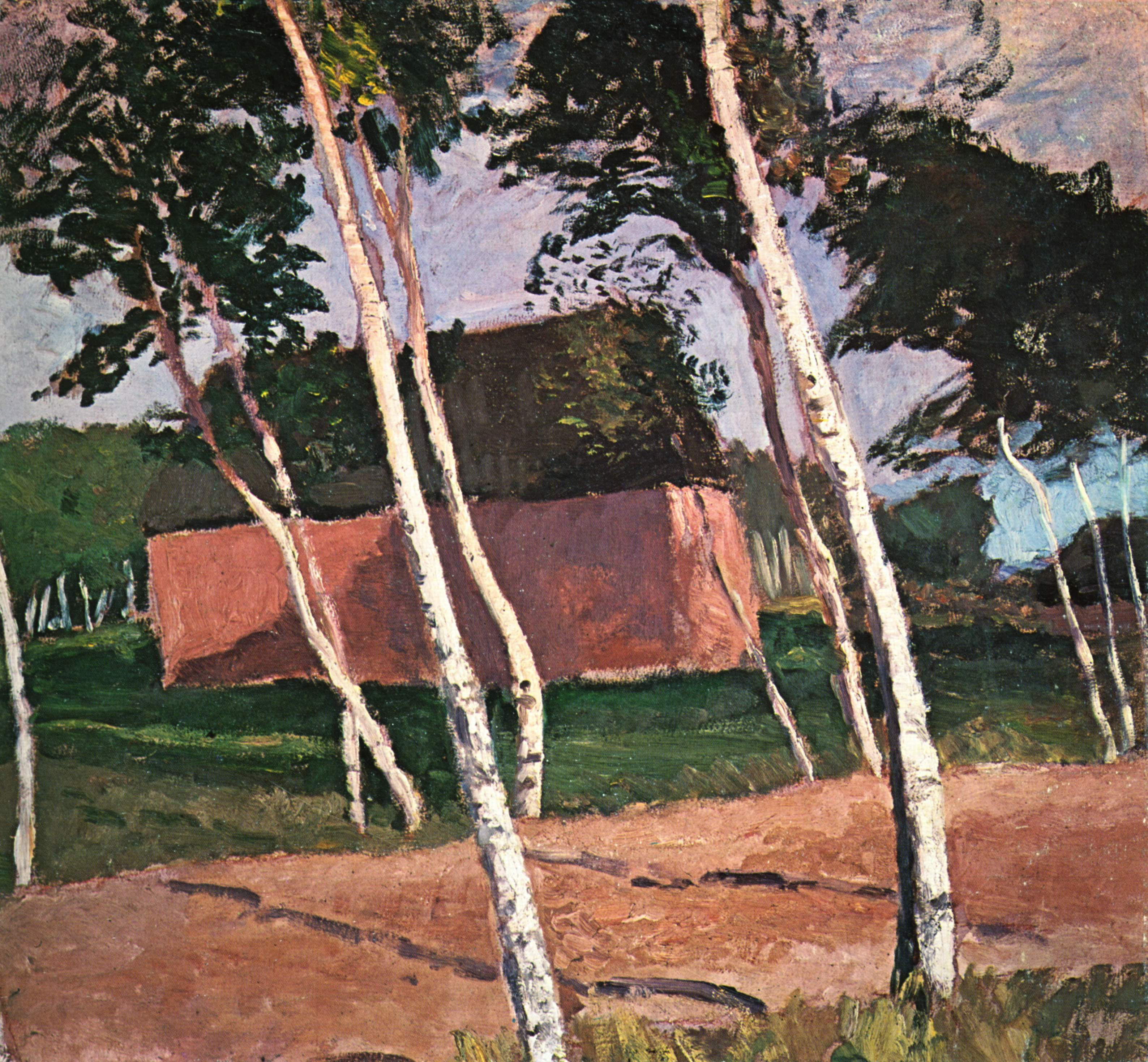
Пейзаж Ворпсведе. Масляная темпера по бумаге. Ок. 1900. Музей Людвига. Кёльн

Паула Беккер была третьим ребёнком в семье инженера Карла Вольдемара Беккера. Его супруга Матильда была родом из тюрингских дворян фон Бюльтцингслёвен. Из писем, адресованных отцом Пауле, известно, что Беккер был хорошо знаком с Парижем, Санкт-Петербургом и Лондоном и помимо русского языка владел ещё французским и английским. Отличалась космополитичностью и семья Паулы по материнской линии. Отец Матильды фон Бюльтцингслёвен командовал заграничным военным контингентом, братья Паулы эмигрировали в Индонезию, Новую Зеландию и Австралию. Дядя Паулы Оскар Беккер печально прославился покушением на будущего кайзера Вильгельма I летом 1861 года.
В семье Беккеров изобразительное искусство, литература и музыка занимали большое место в воспитании детей. Паула вместе со своими братьями и сёстрами обучалась игре на фортепиано. Старшая из сестёр Паулы, отличавшаяся красивым голосом, занималась вокалом. Вся семья кроме Паулы преклонялась перед Рихардом Вагнером, Паула же считала его недостаточно «немецким». Величайшим поэтом в семье считался Иоганн Вольфганг Гёте. Несмотря на то, что родительская семья Паулы считалась либерально-бюргерской, богатой однако она не была.

### Ранние годы

#### Дрезден и Бремен

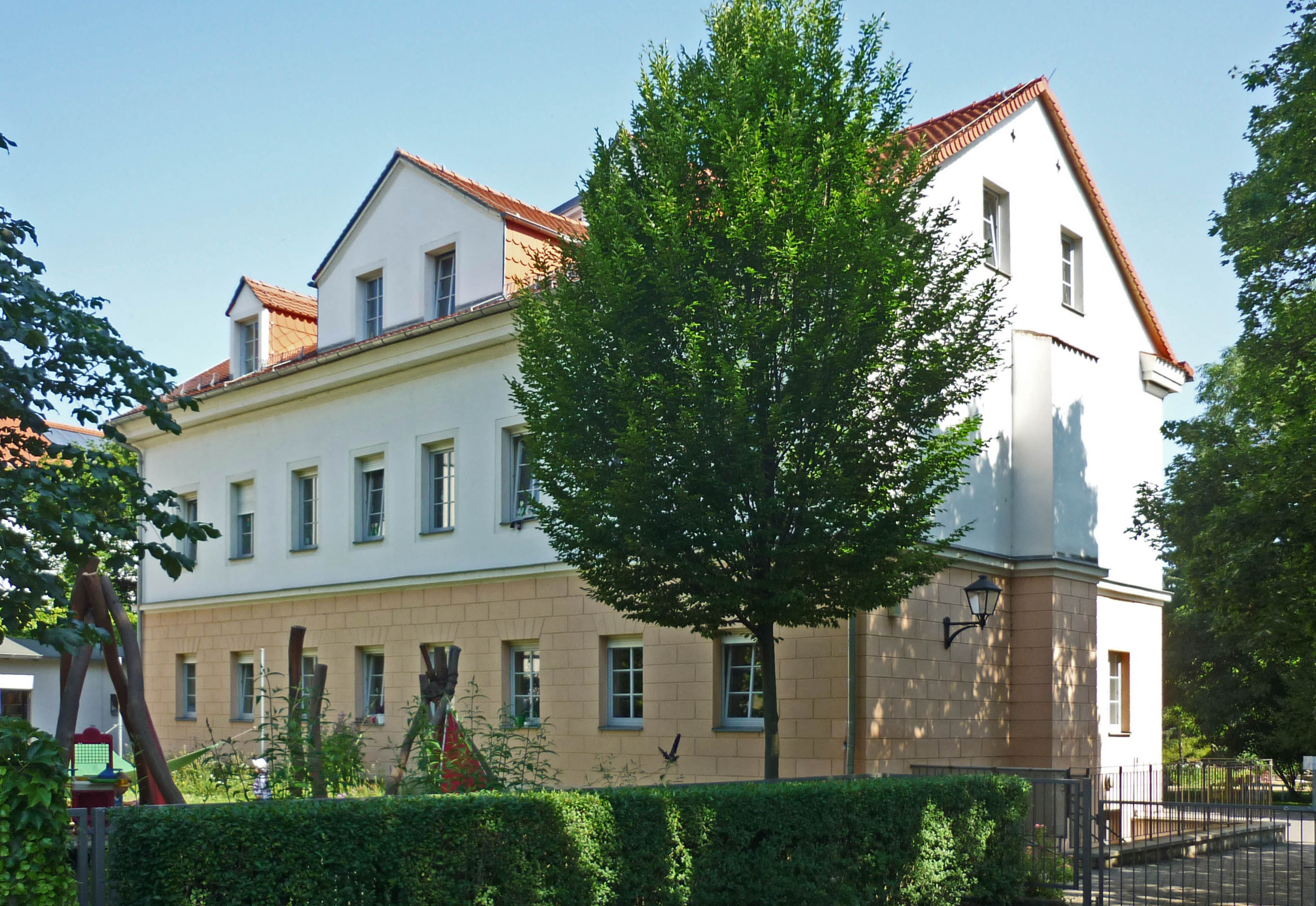
Фридрихштадт: Дом по Фридрихштрассе, 29 в Дрездене (в настоящее время Фридрихштрассе, 46)

Первые двенадцать лет своей жизни, о которых известно очень мало, Паула Беккер провела в пригороде (сейчас городской район Дрездена) Фридрихштадте. Известно лишь о несчастном случае, произошедшем с десятилетней Паулой и её двумя двоюродными сёстрами Корой и Майдли Паризо, когда девочек засыпало песком в песчаном карьере. Паулу и Майдли успели спасти, а одиннадцатилетняя Кора Паризо задохнулась под массой песка. Из писем, которые Паула Модерзон-Беккер позднее писала Райнеру Марии Рильке, известно, что эта трагедия наложила глубокий след на её дальнейшую жизнь. Биограф Паулы Модерзон-Беккер Лизелотте фон Райнкен видит в этом эпизоде даже причину той подчас безоглядной решительности, с которой художница воплощала свои творческие идеи.

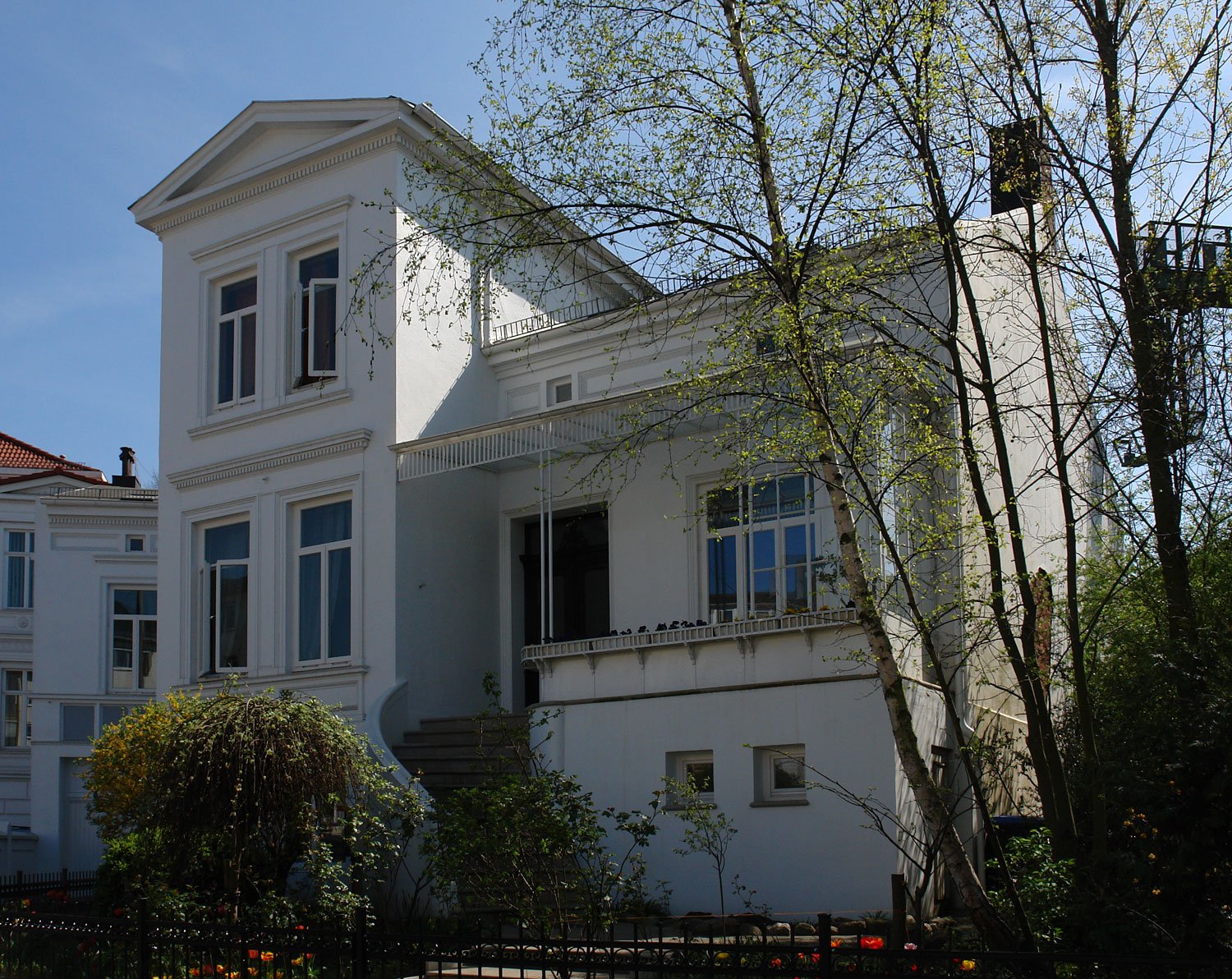
Дом в Бремене, где с 1888—1899 гг. жила семья Беккеров

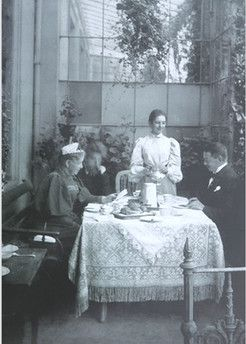
Семья Беккер, Карл Вольдемар Беккер родители и Матильда Беккер, урождённая Bueltzingsloewen, сидели в зимнем саду на Шваххаузер шоссе (Schwachhauser Chaussée) 23

В 1888 г. Карл Вольдемар Беккер получил должность архитектора в Бремене, куда семья Беккеров переехала из Дрездена и поселилась в доме на Шваххаузер Хеерштрассе 23. Здесь у Паулы появилось первая художественная мастерская. Искусство в это время находилось в Бремене на подъёме, и через знакомых матери Паула завела знакомства в среде художников, которые живо поддерживались всей семьёй Беккеров.

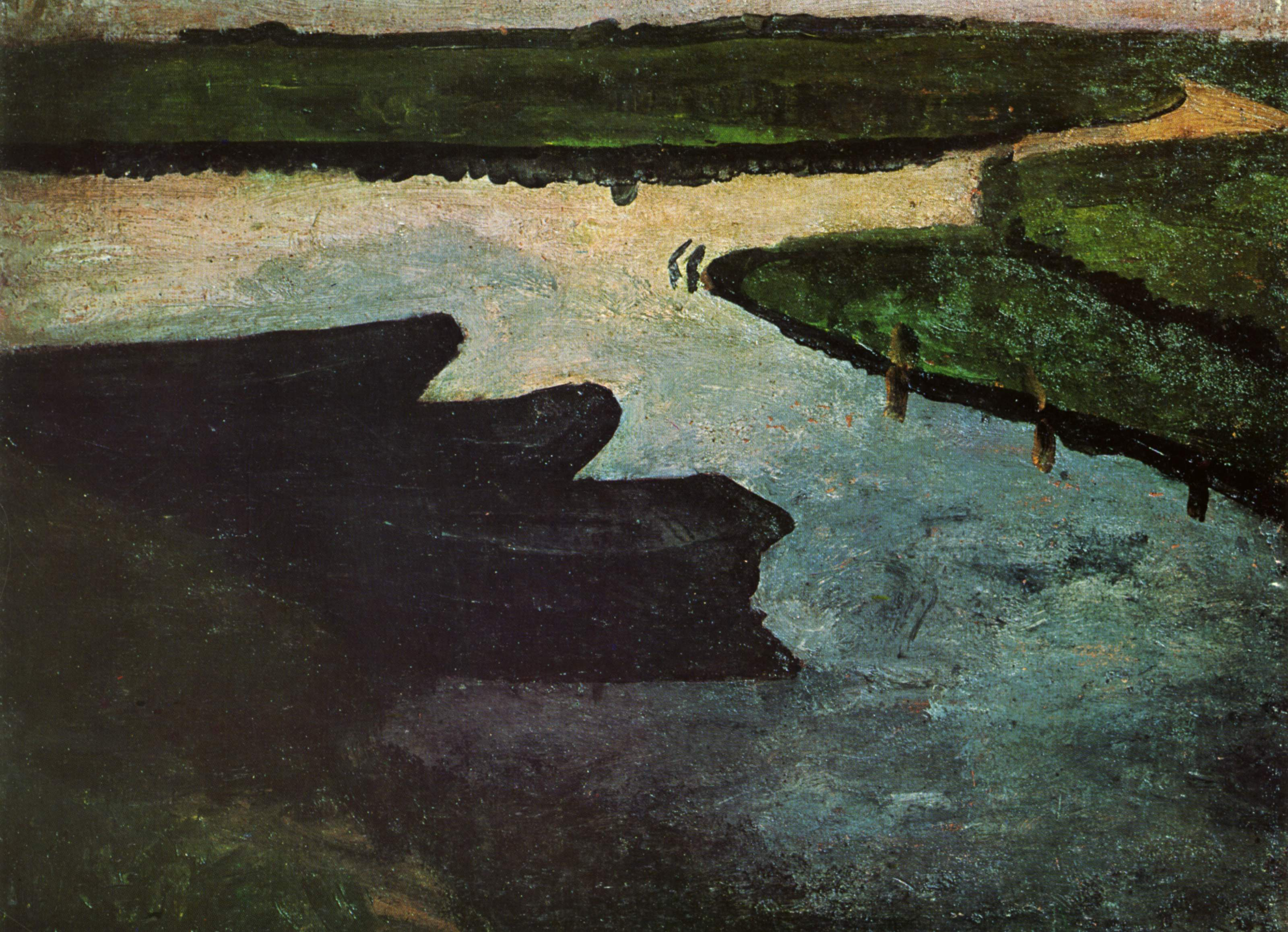
Дренажный канал на болоте с лодками. Масляная темпера по бумаге. Ок. 1900. Частная коллекция

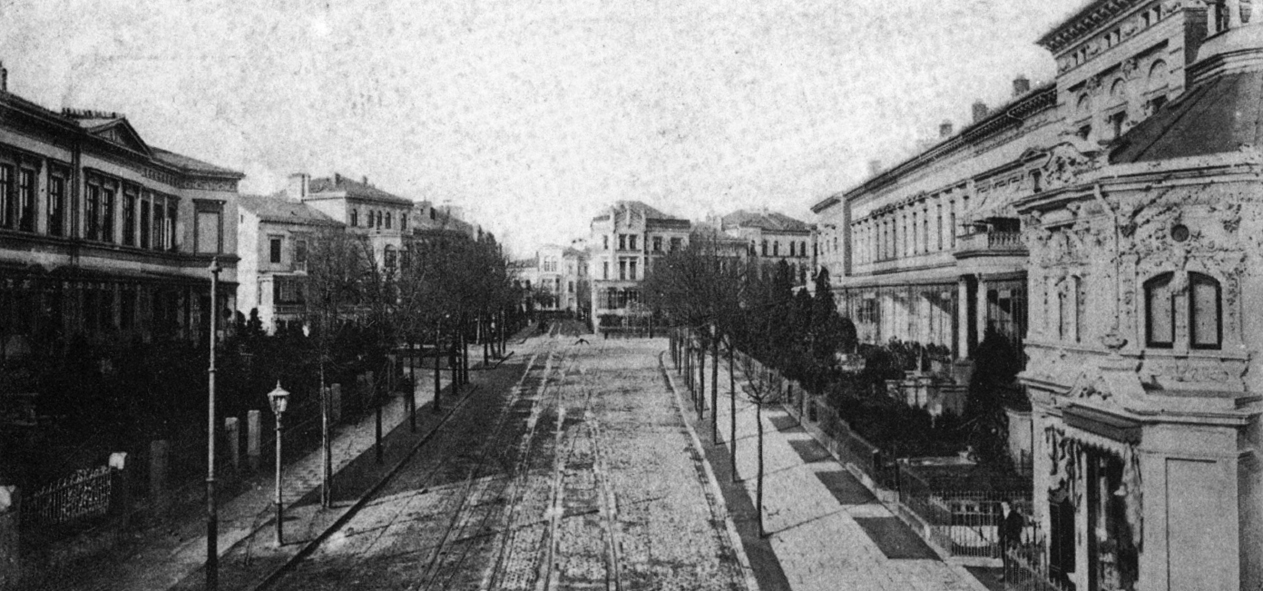
Территория вокруг Шваххаузер шоссе (Schwachhauser Chaussée) 23 в 1899

#### Первые уроки живописи
В начале лета 1892 г. по желанию родителей Паула отправилась в Англию. В пригороде Лондона проживала сводная сестра отца Паулы. В её доме Паула должна была научиться домоводству и выучить английский язык. Благодаря содействию своего дяди Паула занималась в Англии также и живописью. После первых уроков рисунка Паула пошла в частную художественную школу. Занятия по рисунку, проходившие ежедневно с 10.00 до 16.00, продлились однако недолго. Родители надеялись, что Паула останется в Лондоне на год, однако она очень скучала и страдала от авторитарной тётки и поэтому вернулась домой уже через полгода.

#### Учительские курсы
С 1893 г. по настоянию своего отца Паула вслед за своей старшей сестрой обучалась в Бремене на курсах учителей. Педагогическая стезя не была близка Пауле, поэтому в качестве поощрения отец разрешил Пауле брать частные уроки живописи у художника Бернхарда Вигандта. Так Паула впервые получила возможность писать людей. К этому времени относится серия портретов её братьев и сестёр, а также её первый автопортрет, датированный 1893 г. В сентябре 1895 г. Паула успешно сдала экзамен на учителя.
Весной 1893 г. Паула познакомилась с картинами ворпсведского кружка художников. Работы Отто Модерзона, Фрица Макензена, Фрица Овербека, Ганса ам Энде и Генриха Фогелера участвовали в выставке в бременском Кунстхалле. Паула была приятно удивлена, но особого восторга в своём дневнике не выразила. Ей очень понравилась одна из картин — пейзаж с лугом Отто Модерзона, её будущего мужа, отличавшегося своеобразным подбором красок и изобразительных средств.

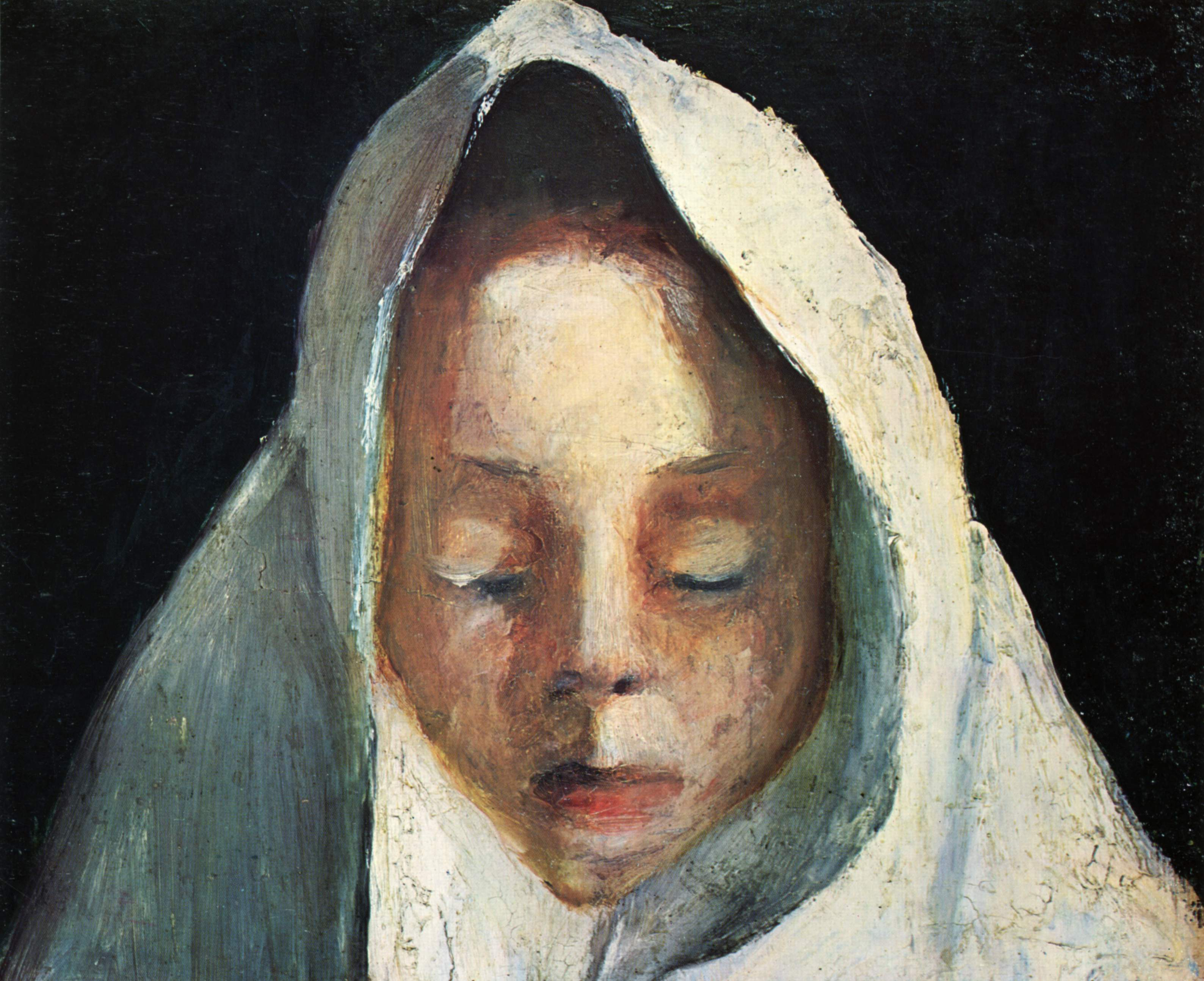
Детская голова в белом платке. Ок. 1900. Частная коллекция

#### Учёба в Берлине
Весной 1896 г. Паула Беккер отправилась в Берлин и в течение шести недель посещала курс рисунка и живописи в известной художественной школе при Союзе берлинских художниц. В этой школе училась, например, Кете Кольвиц. Женщины не имели права обучаться в Академии художеств.
По окончании этого курса Паула Беккер продолжила обучение в художественной школе. Её матери удалось выхлопотать скидку на оплату обучения. Для того, чтобы оплачивать уроки Паулы, Матильда Беккер пустила в дом квартирантов. Брат Матильды Беккер Вульф фон Бюльтцингслёвен и его супруга Кора предоставили Пауле жильё и содержание.
Большую часть  в обучении занимал рисунок с живой натуры. К урокам живописи допускались лишь те, кто уверенно владел техникой рисунка. Сохранился ряд рисунков обнажённой натуры Паулы Беккер этого времени с подчёркнутыми линиями и чёткими светотенями. В 1897 г. Паула была допущена к занятиям по живописи у безвестной ныне художницы Жанны Баук. Паула была в восторге от своей учительницы и мечтала некоторое время провести в Париже.
В Берлине Паула проводила много времени в музеях. Как и назарейцы за семьдесят лет до этого, она предпочитала живопись немецкого и итальянского Ренессанса: Альбрехта Дюрера, Лукаса Кранаха Старшего, Ганса Гольбейна Старшего, Тициана, Боттичелли и Леонардо да Винчи. Её привлекали крупные, четки формы и подчёркнутая линейная конструктива.

### ВорпсведеиПариж

#### Переезд в Ворпсведе

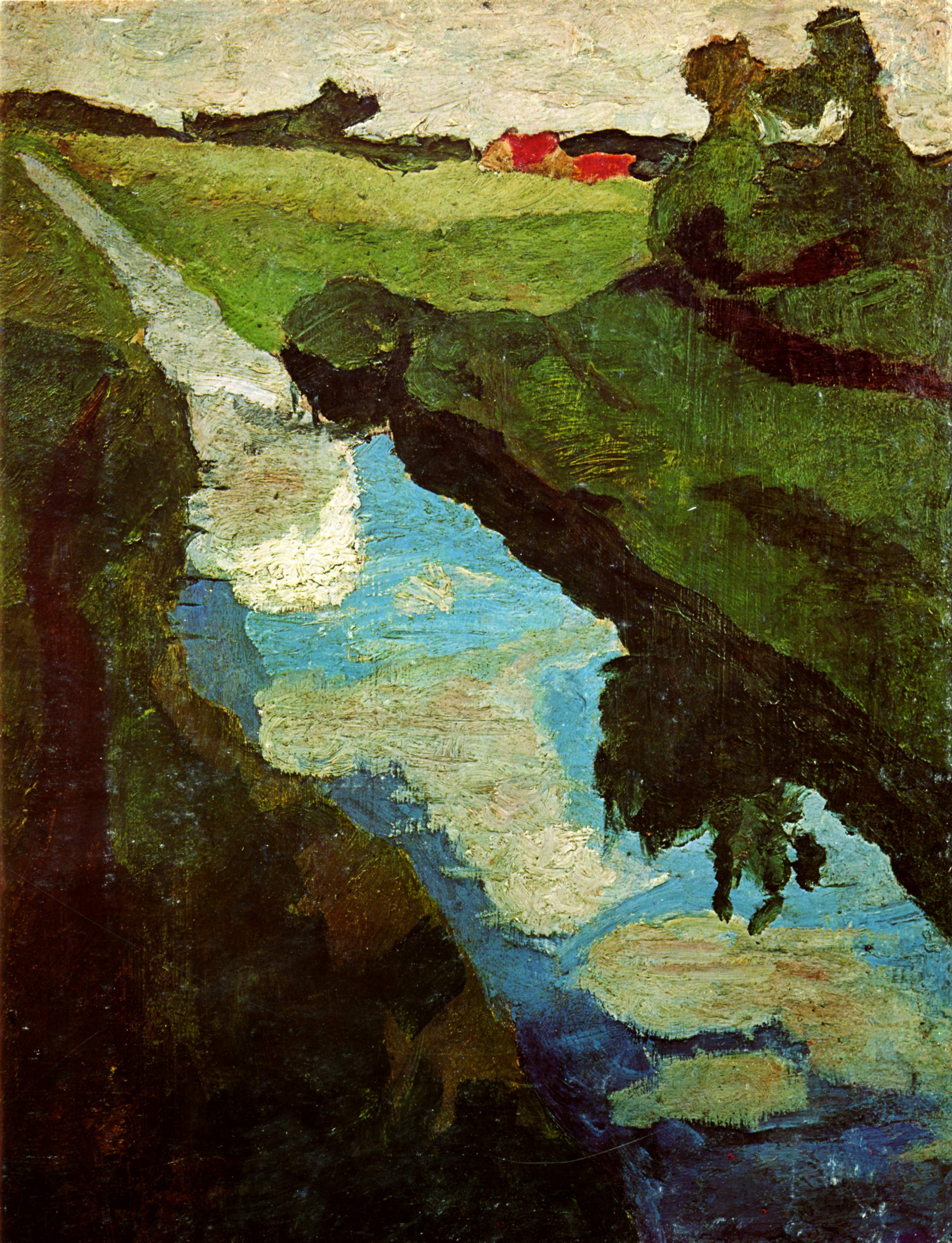
Канал на болоте. 1900—1902. Частная коллекция

Серебряную свадьбу родители Паулы Беккер решили отметить летом 1897 г. всей семьёй в небольшом посёлке Ворпсведе недалеко от Бремена. Игра красок окружающей природы, уединённость места и поселившиеся в Ворпсведе художники произвели на Паулу неизгладимое впечатление. До начала осеннего семестра 1897 г. Паула приезжала в Ворпсведе ещё раз со своей подругой, гуляла там и общалась с художниками. В январе 1898 г. Паула получила наследство в размере 600 марок, а её бездетные родственники Артур и Грете Беккер назначили ей на три года ежегодное пособие в размере 600 марок на продолжение обучения. С согласия родителей Паула решила уехать в Ворпсведе. Изначально предполагалась лишь краткая поездка на каникулы. Матильда Беккер предполагала, что её дочь две недели будет заниматься рисунком и живописью у Фрица Макензена, а осенью отправится работать гувернанткой в Париж. Благодаря влиянию отца Паулы Фриц Макензен действительно согласился обучать девушку живописи. Но уже в сентябре 1898 г. Паула поселилась в Ворпсведе уже надолго.

#### Ворпсведская колония художников
Художники, которые селились в Ворпсведе начиная с 1889 г., чувствовали себя там независимыми от Академии художеств. В большинстве это были ученики дюссельдорфской Академии художеств, известной ещё со времён Вильгельма фона Шадова. Как и многие другие объединения художников XIX в., они критически относились к академическому образованию и живописи в мастерских. Удалившись в Ворпсведе, как Теодор Руссо и основанная им барбизонская школа в Барбизон, художники стремились в своём творчестве достичь единения с природой. Своим идеалом они считали простую, чистую живопись на природе и позитивное изображение крестьянства, которое воспринималось ими непосредственным и неиспорченным.

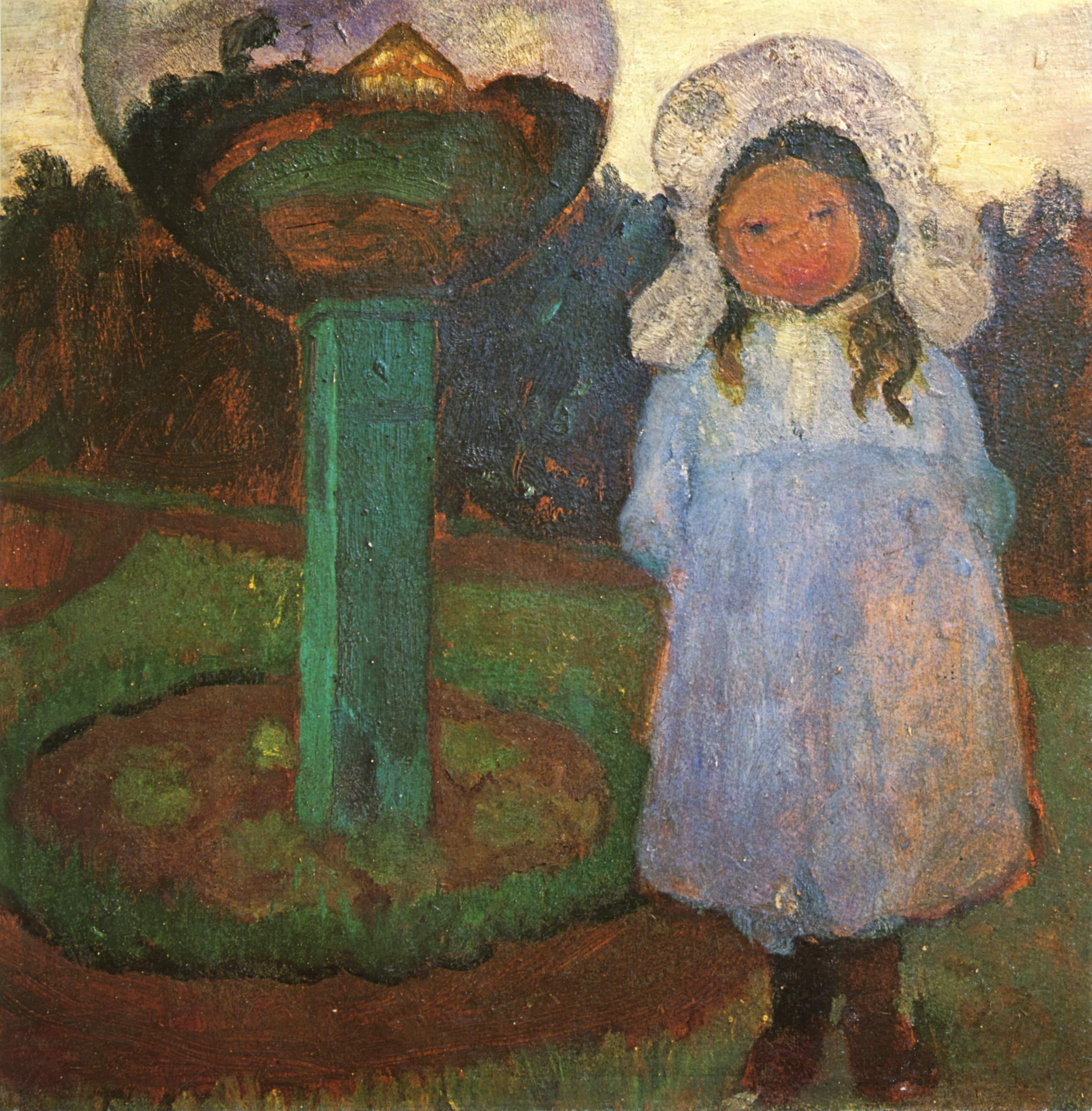
Девочка в саду со стеклянным шаром (Эльсбет). Ок. 1901—1902 гг. Частная коллекция

У Паулы сложились тесные дружеские отношения с Кларой Вестхофф, которая мечтала стать скульптором и училась у Макензена моделированию и рисунку. Поначалу отношения с ворпсведскими художниками у Паулы были достаточно сдержанными, но к марту 1899 г. Паула подружилась с семьёй Модерзонов и Генрихом Фогелером, под руководством которого Паула выполнила летом 1899 г. несколько офортов.
Вначале занятия у Фрица Макензена казались Пауле очень полезными, но уже в конце 1898 г. она поняла, что Макензен не совсем подходит ей в качестве учителя. В своих художественных предпочтениях к упрощённым формам и цветам она не получала поддержки не только в Ворпсведе. Негативная критика, с которой она столкнулась в конце 1899 г. поучаствов со своими работами в выставке, показала ей, что для её творчества пока нет места в немецком искусстве. В Мюнхене и Берлине уже добились признания Макс Слефогт, Ловис Коринт, Макс Либерман и Вильгельм Лейбль, но в целом в Германии доминировало салонное искусство эпохи грюндерства. Парижская жизнь была более открытой к новому. Именно в Париже мечтала побывать Паула ещё со времён своей учёбы в Берлине.

#### Первая стажировка в Париже

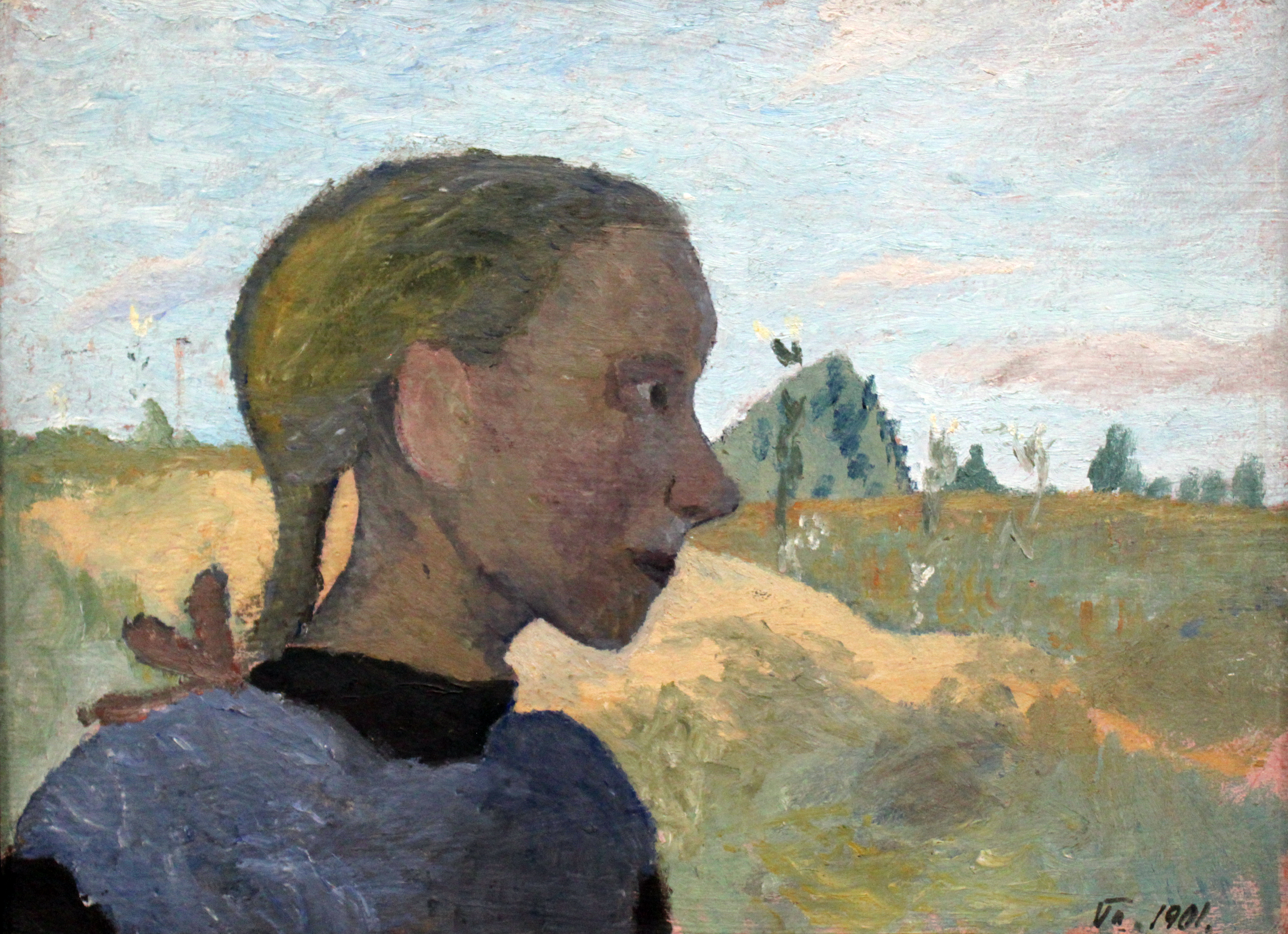
Портрет девушки, 1901, Штеделевский художественный институт

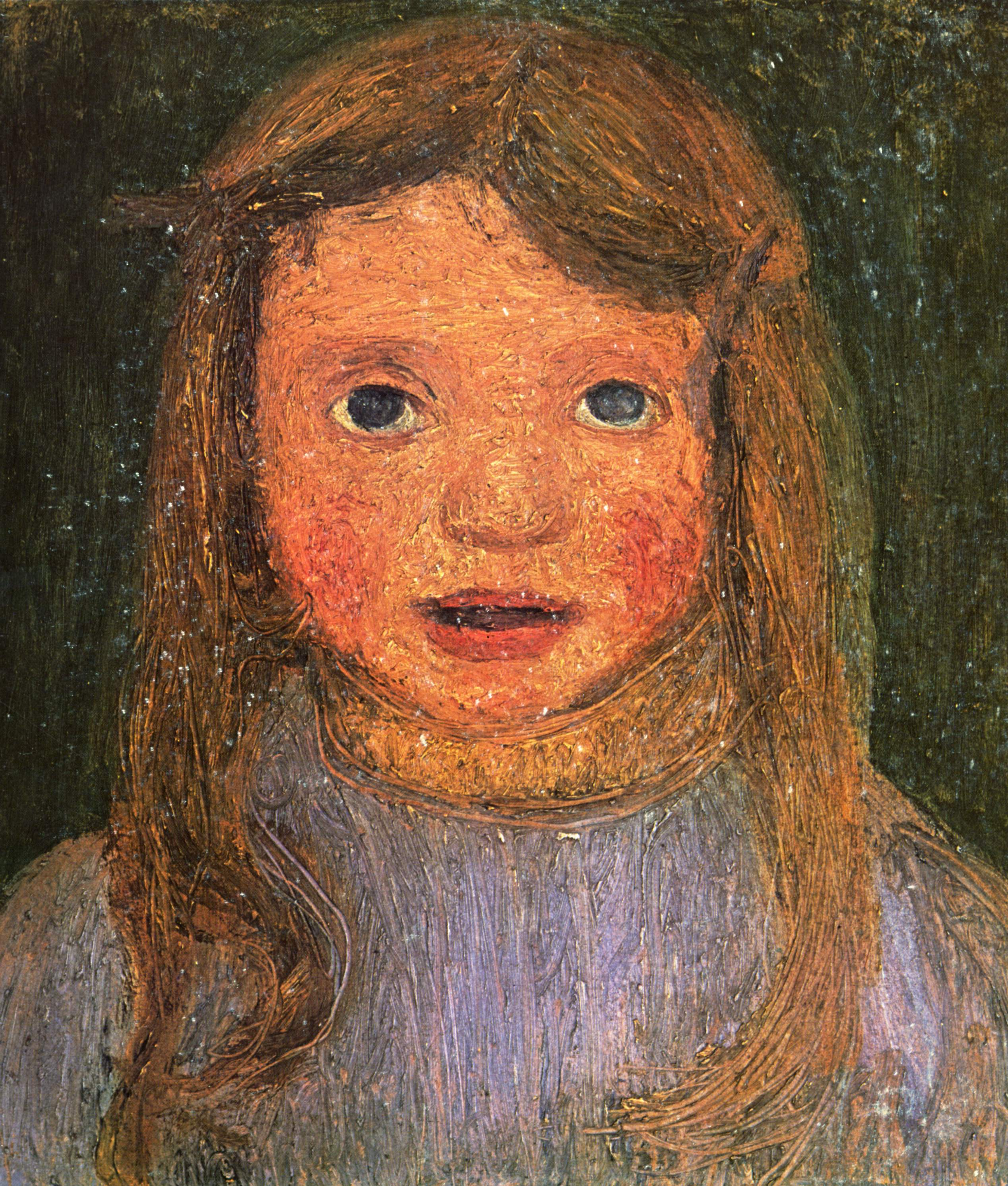
Голова маленькой девочки (Эльсбет). 1902. Частная коллекция

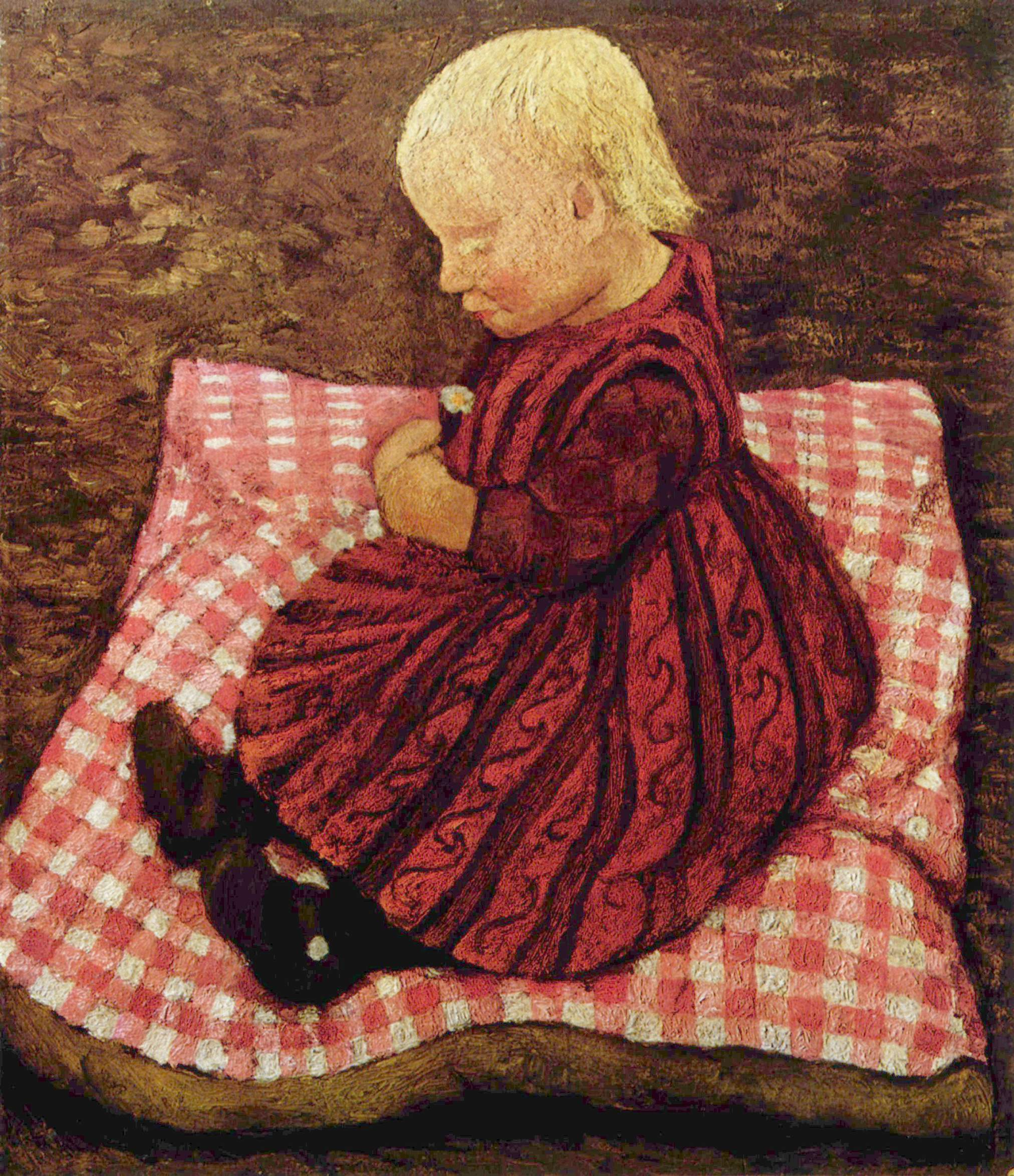
Ребёнок на подушке в красную клетку. 1904. Собрание Людвига Розелиуса. Бремен

Паула Беккер отправилась в Париж в канун нового 1900 года. Подобно Риму на рубеже XVIII—XIX веков, ставшему центром притяжения для немецких художников, Париж в конце XIX в. превратился в главный центр европейского искусства. Многие немецкие художники: Эмиль Нольде, Карл Хофер, Бернгард Хётгер и Кете Кольвиц — жили в первые годы нового века в Париже. Клара Вестхофф, подруга Паулы из Ворпсведе, уехала в Париж ещё в конце 1899 г. в надежде учиться у Огюста Родена.
В 1900 г. Паула обучалась в парижской Академии Коларосси и прошла курс рисунка обнажённой натуры.
Паула могла себе позволить пожить в Париже благодаря финансовой помощи её родственников. Она сняла комнату в здании мастерской по адресу Рю Шампань Премьер, 9 и обставила её старой мебелью и ящиками. В Латинском квартале она стала студенткой частной Академии Коларосси и, как и в Берлине, проводила много времени в музеях. Одна и вместе с Кларой Вестхофф она бывала на выставках и в галереях и знакомилась с творчеством современных французских художников. Клара Вестхофф вспоминала позднее о визите к Амбруазу Воллару, где на Паулу произвёл неизгладимое впечатление ещё никому тогда неизвестный художник Поль Сезанн. В письме к Кларе Вестхофф Паула сравнила воздействие на неё творчества Сезанна с грозой.
Известно, что во время своего пребывания в Париже Паула побывала на выставке художников группы «Наби». Увлечённые японской цветной ксилографией, эти художники придавали большое значение плоскостной живописи, в которой цвет несёт смысл, а не является средством отражения действительности.
С апреля 1900 г. в Париже проходила Всемирная выставка. В Париж приехала чета Овербеков и художник-пейзажист Отто Модерзон, с которым Паула была знакома ещё в Ворпсведе и творчеством которого восхищалась. Супруга Модерзона Хелена из-за проблем со здоровьем в Париж не поехала и осталась в Ворпсведе, где и вскорости умерла во время пребывания своего мужа в Париже. Модерзон, а с ним и Овербеки поспешно вернулись в Германию.

#### Возвращение в Ворпсведе
Через две недели после отъезда Модерзона и Овербеков в Ворпсведе вернулись и Паула Беккер с Кларой Вестхофф. Поскольку средства, полученные в наследство, и пособие от родственников закончились, отец Паулы предложил ей устроиться работать гувернанткой. Однако работать ей не позволяло состояние здоровья, на которое повлияли усталость и спартанский образ жизни в Париже. В это время Паула записала в своём дневнике фразу, которая расценивается её биографами как предчувствие своей ранней смерти и часто цитируется: «Я знаю, я не проживу долго. Но разве это печально? Разве праздник станет лучше, если он будет долгим? И моя жизнь — праздник, краткий, интенсивный праздник… И если до того, как я уйду, во мне ещё расцветёт любовь, и если я напишу три хороших картины, то тогда я уйду спокойно с цветами в руках и волосах».
Пока Паула восстанавливала силы после напряжённой жизни в Париже, компанию ей иногда составлял Отто Модерзон. Между ними возникли чувства, и уже 12 сентября 1900 г., через три месяца после смерти Хелены Модерзон, Паула и Отто объявили о помолвке.

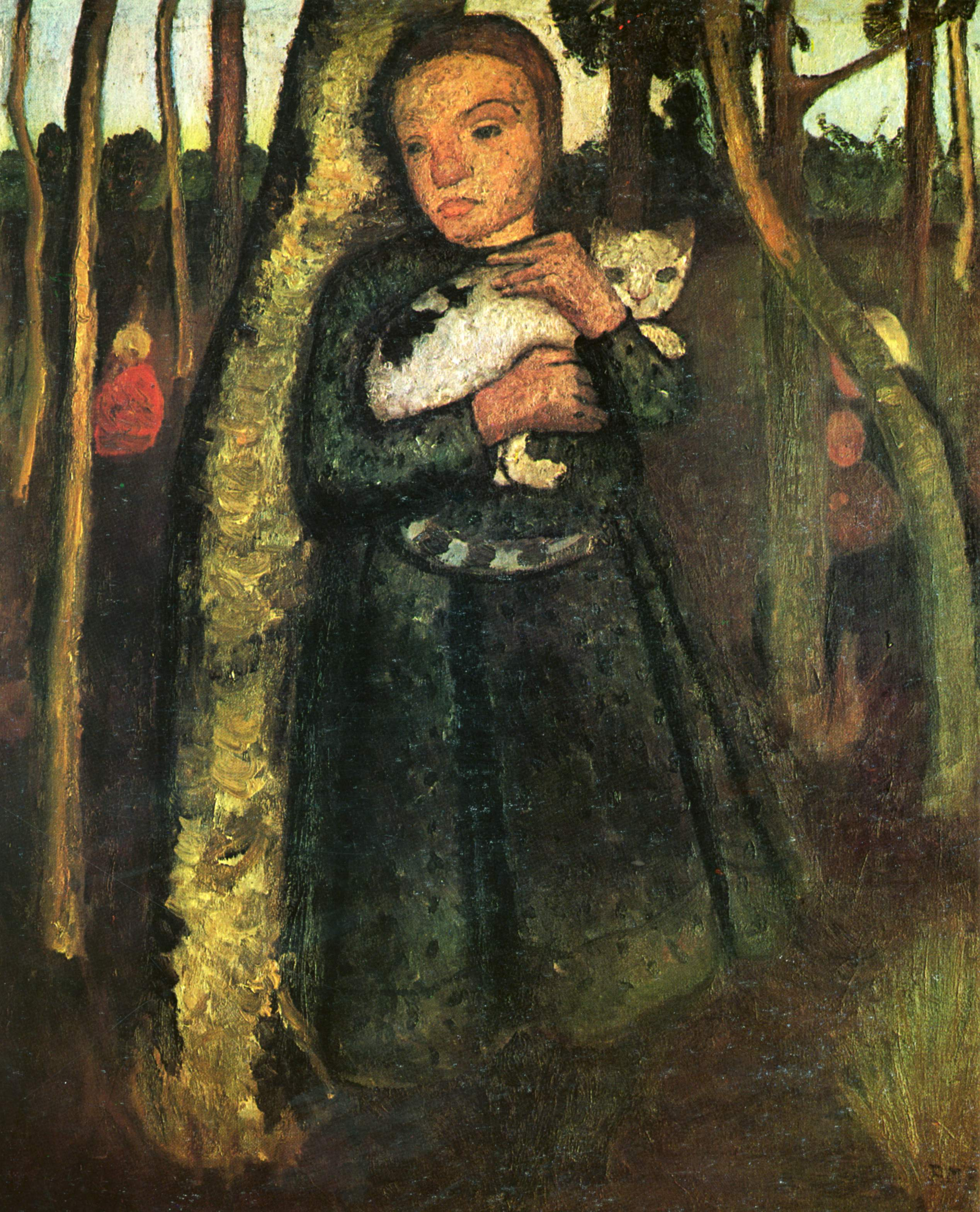
Девочка с кошкой в берёзовом лесу. 1904—1905.

На это время приходится знакомство с поэтом Райнером Марией Рильке. В 1898 г. во время своего пребывания во Флоренции Рильке подружился с Генрихом Фогелером и приехал погостить к нему в Ворпсведе. У Модерзонов в это время остановился Карл Гауптман, брат Герхарта Гауптмана. Вечерами все собирались в доме Фогелеров, носившем название «Баркенхофф». Рильке принял Клару Вестхофф и Паулу Беккер за сестёр. В своём дневнике он называл их светленькой и тёмненькой художницами. Девушек связывала близкая дружба. Если Клару Вестхофф, на которой Рильке вскоре женился, он воспринимал как художницу, то Паула была для Рильке «настоящей подругой». Рильке посвятил Пауле стихи, которые были позднее опубликованы в его «Книге образов».
В своей монографии о ворпсведских художниках Рильке не упоминает Паулу Модерзон-Беккер, а знакомя её с Огюстом Роденом, он представил Паулу как супругу известного художника, хотя современные историки искусства считают, что Паула в своём творчестве значительно превзошла своего мужа. Художницу в Пауле Модерзон-Беккер Рильке признал лишь незадолго до её смерти.

#### Замужество
25 мая 1901 г. Отто Модерзон и Паула Беккер поженились. Под давлением своих родителей Паула Модерзон-Беккер до свадьбы даже пошла на курсы кулинарного искусства в Берлине, однако быстро их забросила. В качестве причины, характеризующей не только саму Паулу, но и её будущую семейную жизнь, она написала в своём письме от 8 марта 1901 г.: «Хорошо освободиться от отношений, которые душат».

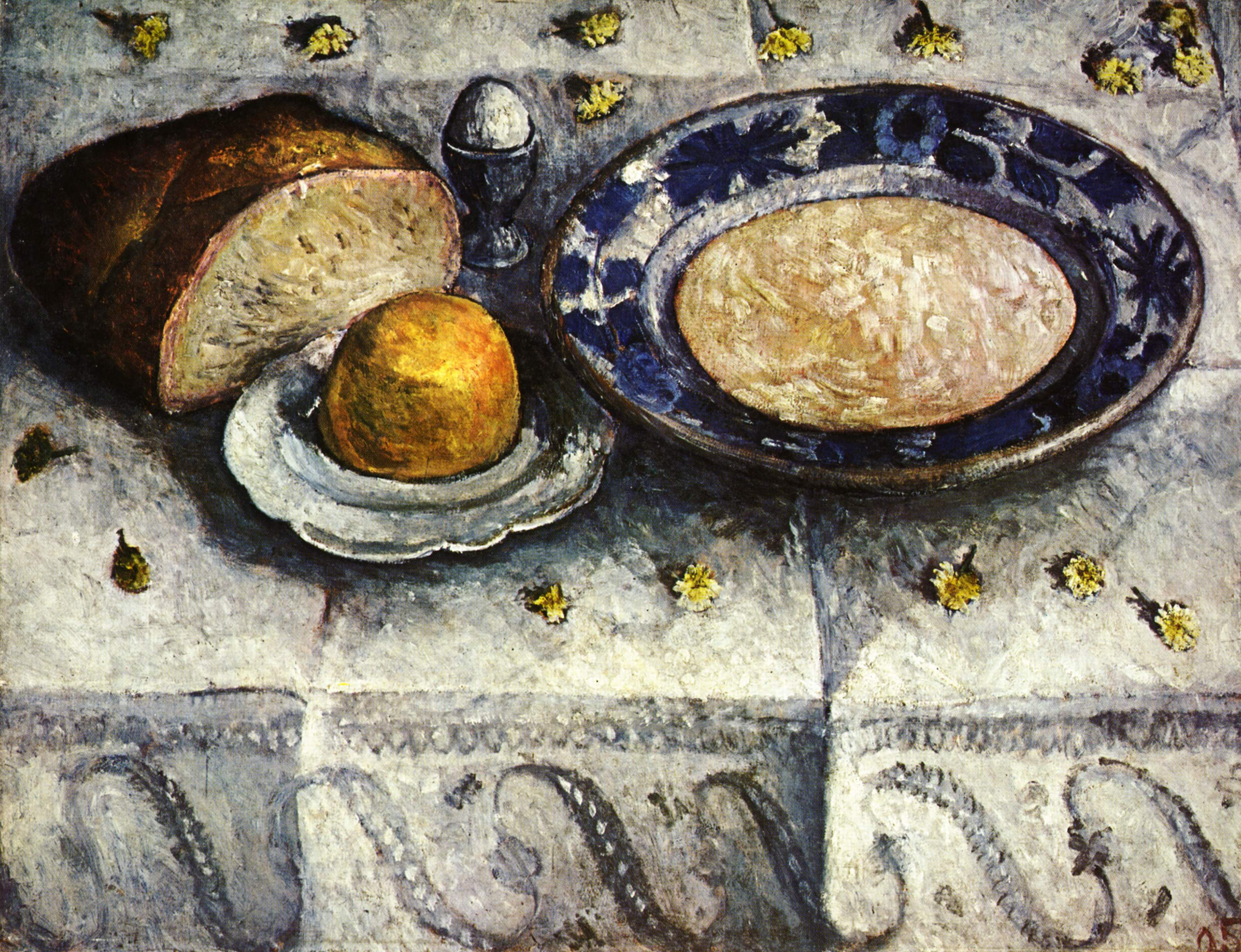
Стол с завтраком. 1905. Собрание Людвига Розелиуса. Бремен

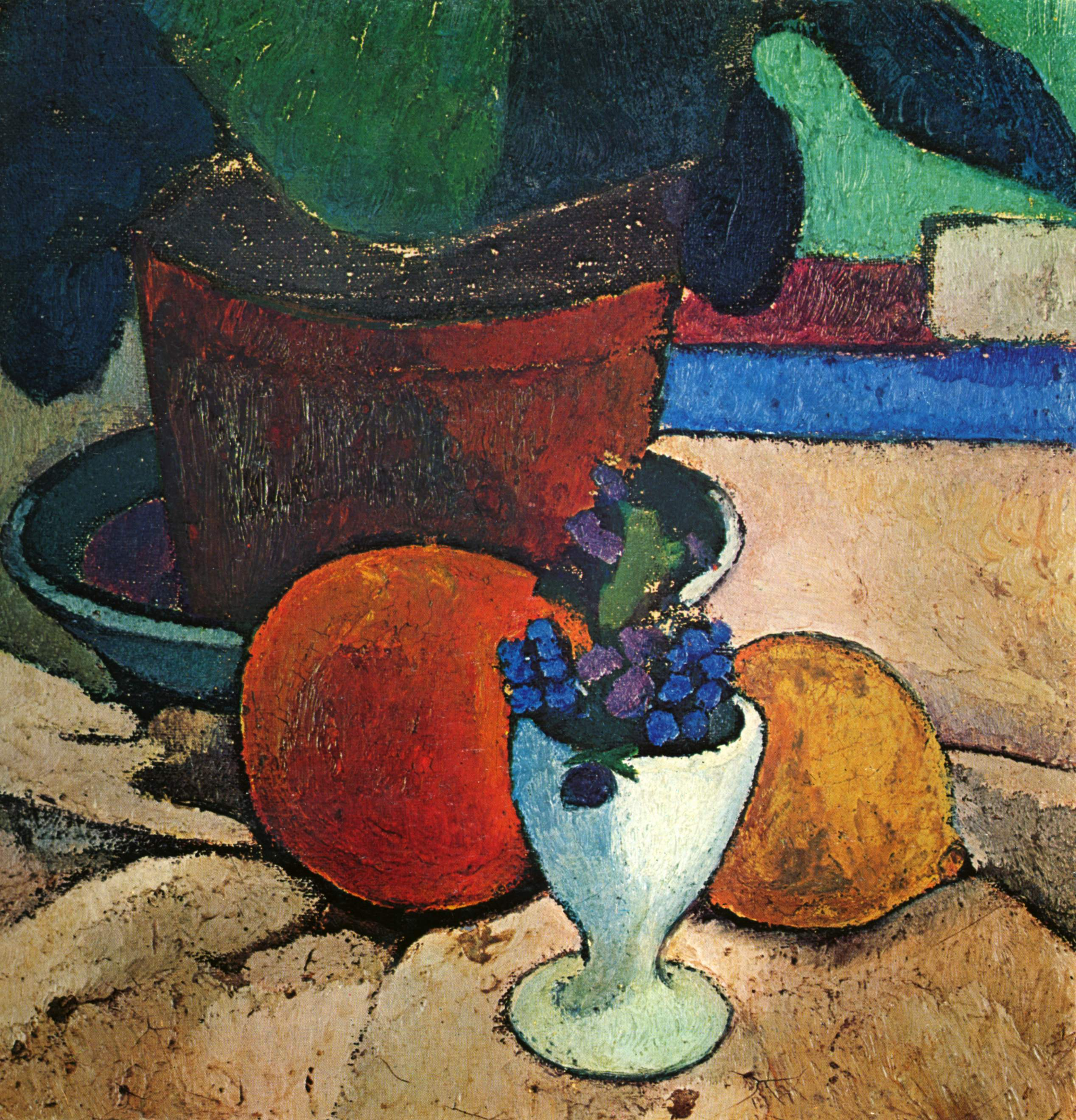
Натюрморт с комнатным растением, лимоном и апельсином. 1906. Частная коллекция

После короткого свадебного путешествия, в том числе погостив у Герхарта Гауптмана в Агнетендорфе, для Паулы Модерзон-Беккер началось время поиска компромисса между своими творческими амбициями и обязанностями супруги, хозяйки и приёмной матери для маленькой Эльсбет. Её мастерской стала маленькая комнатка на крестьянском подворье Брюньесов, где для Паулы провели соответствующее освещение на потолке. В домашних заботах Пауле помогала горничная. С девяти до часу Паула работала в мастерской, потом возвращалась на обед домой и в три часа возвращалась в мастерскую, где часто оставалась до позднего вечера. Для своей приёмной дочери Эльсбет Паула хотела стать хорошей и заботливой матерью. Она изобразила Эльсбет на целом ряде детских портретов, в том числе на картинах «Девочка в саду со стеклянным шаром» и «Голова маленькой девочки».
Три первых года совместной жизни с Паулой были очень счастливыми для Отто Модерзона. Из его дневника известно, что Модерзон был убеждён в том, что он женат на художнице, представляющей новое направление в искусстве, хотя кроме него этого никто не замечал. Паула Беккер обрела в Отто Модерзоне любящего мужа, который не только не препятствовал её дальнейшему творческому развитию, но и содействовал ему своими советами. Однако по-настоящему глубокого понимания своего творчества Паула не чувствовала даже от своего мужа. В течение всей совместной жизни с Паулой его удивляло, сколь тесно она была связана в своём творчестве с парижскими художниками.
Замужество освободило Паулу от необходимости зарабатывать себе на жизнь нелюбимой профессией. За всё время Паула продала лишь две своих работы — одну Рильке и одну Фогелеру, поэтому, если бы она не вышла замуж, ей пришлось бы по совету отца искать себе работу гувернантки. Если Модерзон в своём дневнике пишет, что семейная жизнь оказалась даже лучше, чем он когда-либо предполагал, то в дневнике Паулы весной 1902 г. появляются критические нотки, хотя и с долей самоиронии: «Мой опыт говорит, что замужество не делает более счастливой. Оно отнимает иллюзию, питавшую раньше всё твоё существо, о существовании родственной души. В браке непонимание удваивается, ведь вся предыдущая жизнь была направлена на то, чтобы найти того, кто понимает… Я пишу это в моей кухонной книге в пасхальное воскресенье 1902 г., сижу на своей кухне и жарю телятину».
В отличие от своего супруга, нуждавшегося для творчества в уединённости и тишине Ворпсведе, Паула Модерзон-Беккер требовалось общение и разнообразие.

#### Париж — 1903 г.

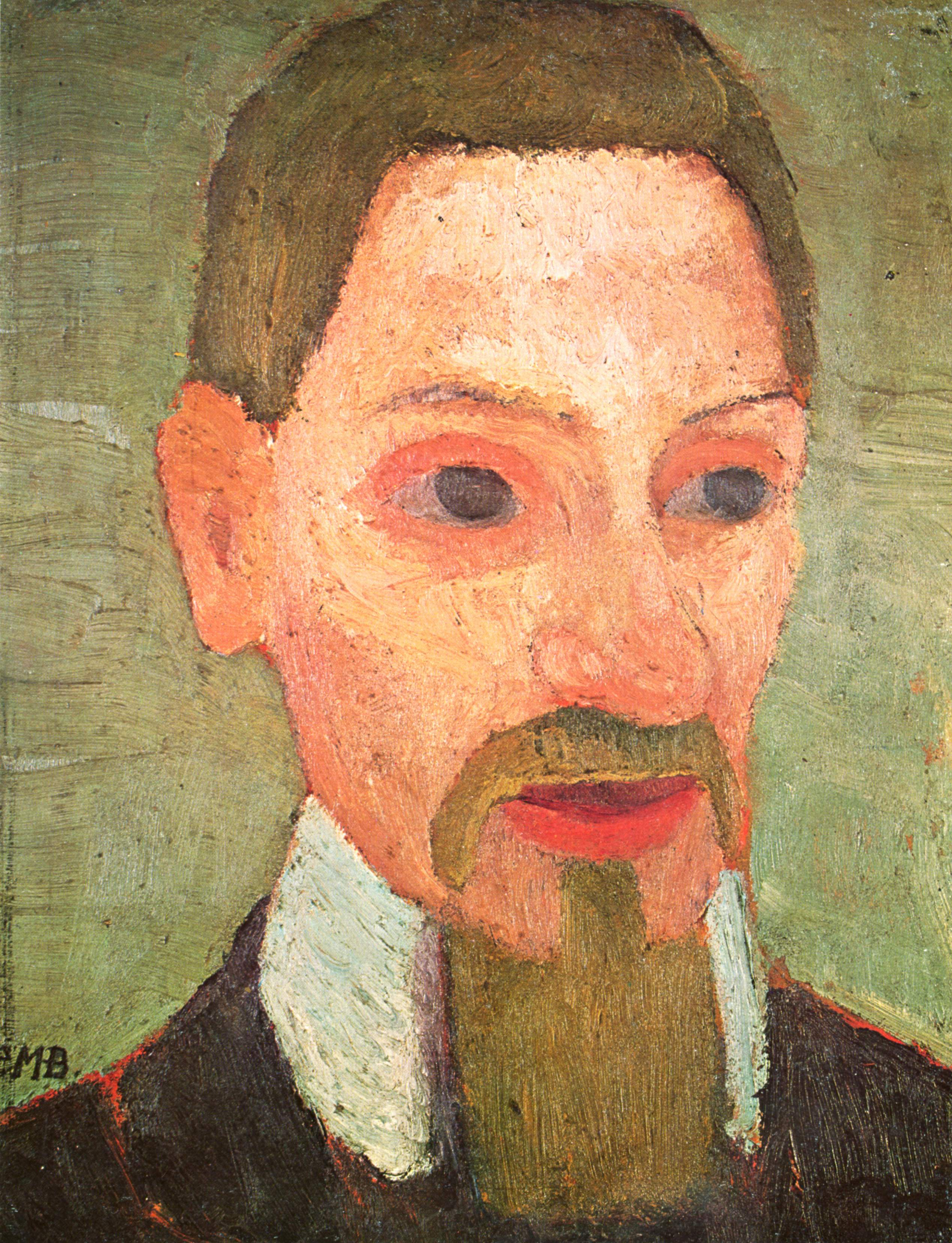
Портрет Райнера Марии Рильке. 1906. Собрание Людвига Розелиуса. Бремен

Весной 1903 г. с согласия мужа Паула Модерзон-Беккер вернулась на два месяца в Париж. В Париже она общалась с четой Рильке, хотя и с трудом терпела возраставшую напряжённость в отношениях между ними.
Большую часть времени Паула провела в Лувре, копируя античные и египетские образцы. Её автопортреты, написанные после Парижа, отчётливо перекликаются с фаюмскими портретами. Вместе с супругами Рильке Паула гуляла по выставкам. Известно, что в это время она серьёзно интересовалась японской цветной ксилографией, в том числе из собрания Хаяси, в котором экспонировались старинные японские картины на свитках, оказавшие огромное влияние на художников югендстиля. Рильке познакомил Паулу с известным французским скульптором Огюстом Роденом, который показал ей свою мастерскую и пригласил её в свой павильон в Медоне в пригороде Парижа.
Историки творчества Паулы Модерзон-Беккер предполагают, что в это время она могла познакомиться с работами Поля Гогена, хотя он и не упоминается в её дневниках. В натюрмортах, появившихся по возвращении в Ворпсведе, на которых объекты выполнены разноцветными пятнами, составляющими единое целое, ощущается сходство с картинами Гогена.

#### Ворпсведе — 1903—1905 гг.

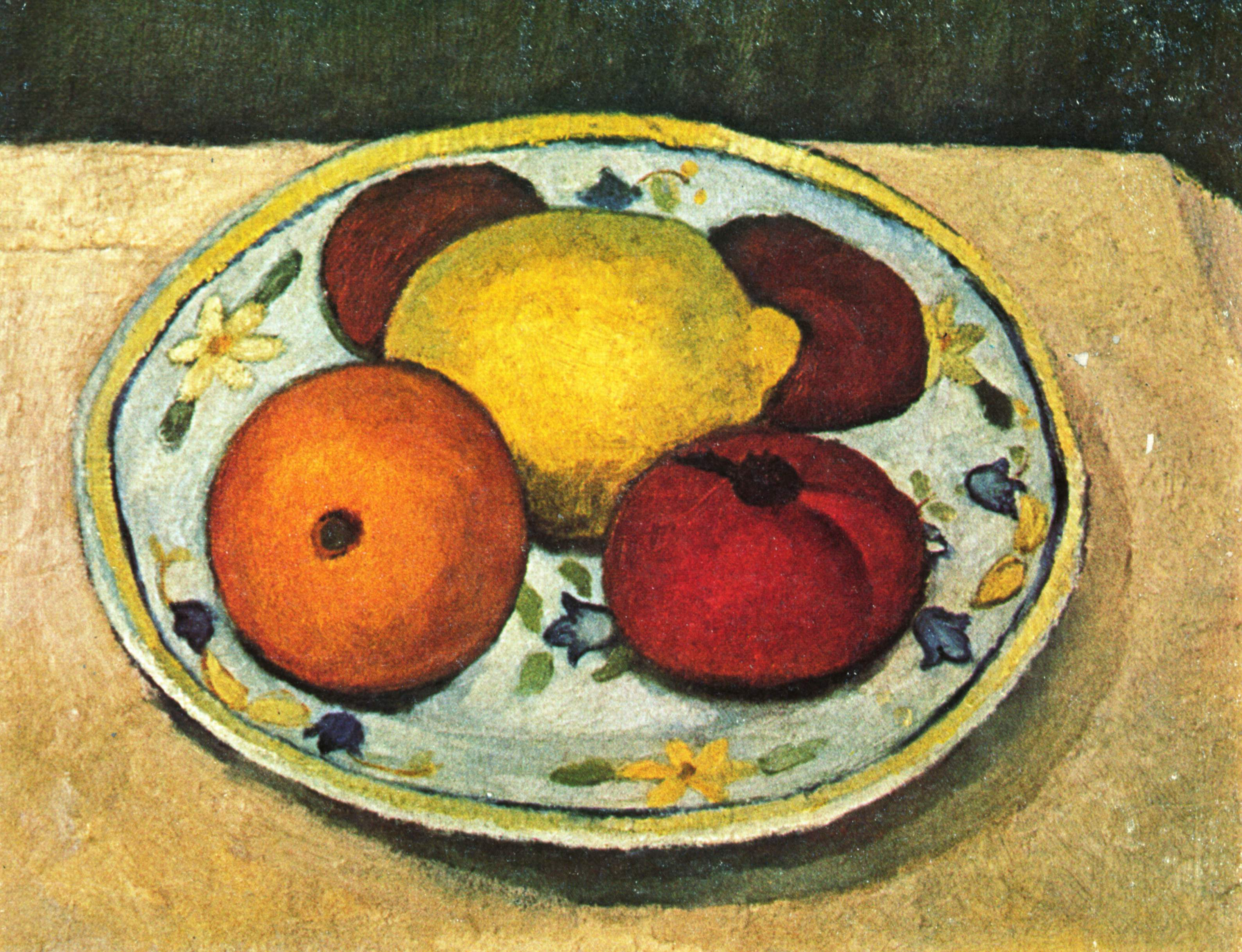
Натюрморт с лимоном, апельсином и томатом. Ок. 1906—1907. Частное собрание

В марте 1903 г. полная новых впечатлений и творческих замыслов Паула вернулась к мужу и приёмной дочери в Ворпсведе. Пребывание в Париже показало ей, как сильно она привязана к своему мужу и приёмной дочери. Паула очень хотела собственного ребёнка. Среди картин, созданных до конца 1904 г., помимо натюрмортов много портретов грудных младенцев и маленьких детей, которых она изображает теперь без матерей.
На детских портретах, как, например, «Ребёнок на подушке в красную клетку» 1904 г., можно отследить влияние, которое оказали на Модерзон-Беккер художники группы «Наби». Ребёнок в красном платье в полоску сидит на подушке в красно-белую клетку, которая образует вокруг ребёнка квадратную поверхность и тем самым придаёт картине законченный вид. Неожиданным является детальность проработки лица ребёнка. Для других детских портретов того же времени характерны радикально упрощённые форма и цвета.

#### Париж — 1905 г.

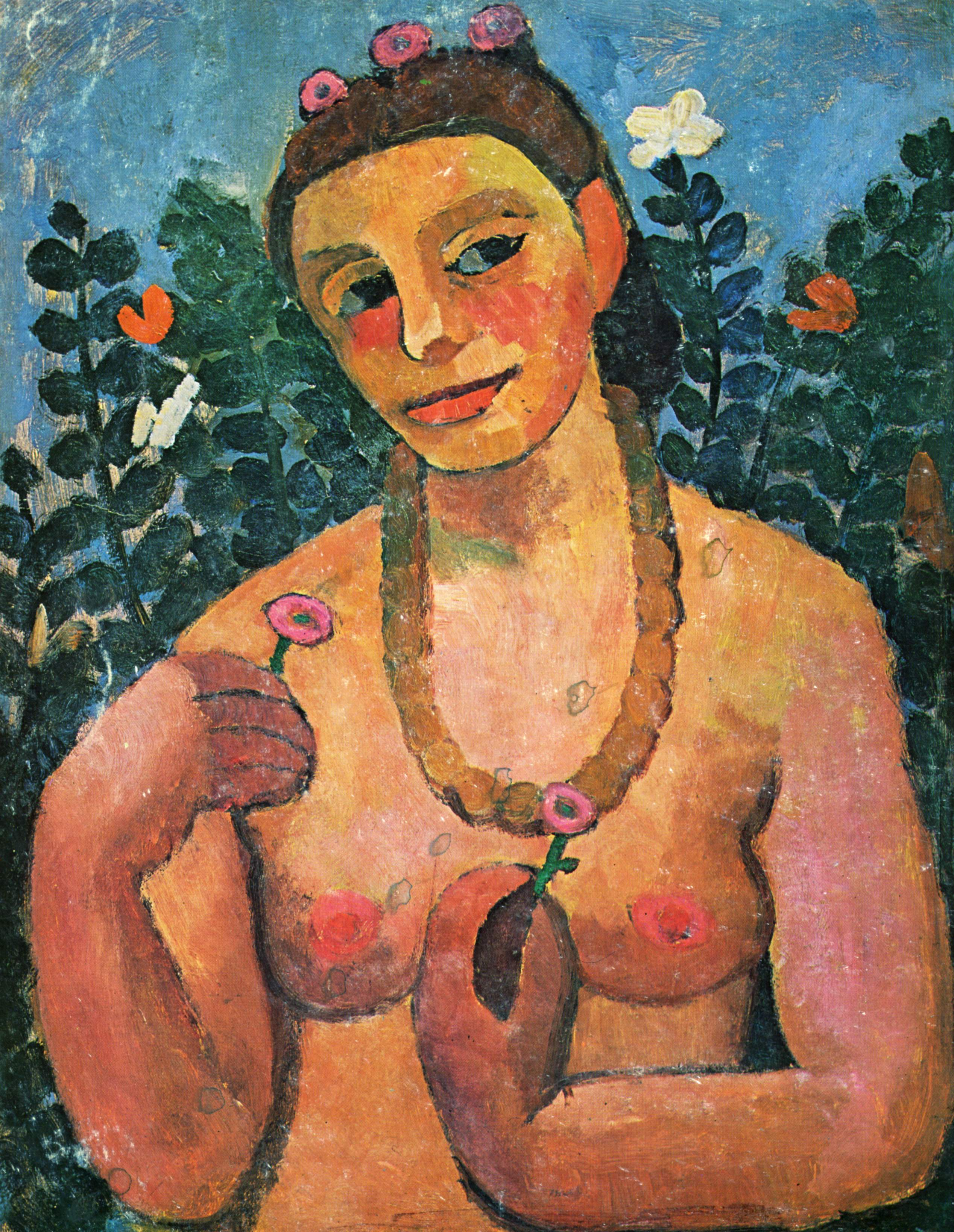
Автопортрет. 1906. Собрание Людвига Розелиуса. Бремен

Вернувшись из Парижа в 1903 г., Паула сразу объявила, что хотела бы вернуться в Париж на некоторое время. У Модерзона, считавшего себя немецким художником и отрицавшего французское искусство, всё чаще появлявшееся на выставках и в картинных галереях Германии, это желание жены не нашло понимания. Однако Паула была настойчива в своём желании. 14 февраля 1905 г. она снова отправилась в Париж вместе со своей сестрой Гермой Беккер, неоднократно предложив мужу присоединиться к ним. В Париже она опять занималась на курсах рисунка в частных академиях, но постепенно пришла к выводу, что у неё уже выработался собственный живописный стиль. Паула также встретилась с несколькими художниками круга «Наби», в том числе с Морисом Дени.
Отто Модерзон приехал в Париж в сопровождении Фогелеров, хотя Паула мечтала провести с ним время в Париже вдвоём. Они снова вместе ходили по выставкам, но напряжение в компании нарастало. Отто Модерзон ревниво реагировал на то, как его жена наслаждается жизнью в Париже и восторгается французским искусством. «Он вбил себе в голову, что я мечтаю остаться в Париже и равнодушна к Ворпсведе», — отметила она в своём дневнике.
Если относительно второй поездки в Париж историки искусства лишь предполагали, что помимо полотен Сезанна Паула могла видеть и работы Гогена, то в отношении третьей поездки это установлено достоверно благодаря записям в дневнике её мужа. По возвращении в Ворпсведе Паула стала серьёзно изучать творчество этого художника и даже просила одну из своих сестёр прислать ей статьи о нём.

### Последние годы жизни

#### Возвращение в Ворпсведе — лето 1905 г.-февраль 1906 г.

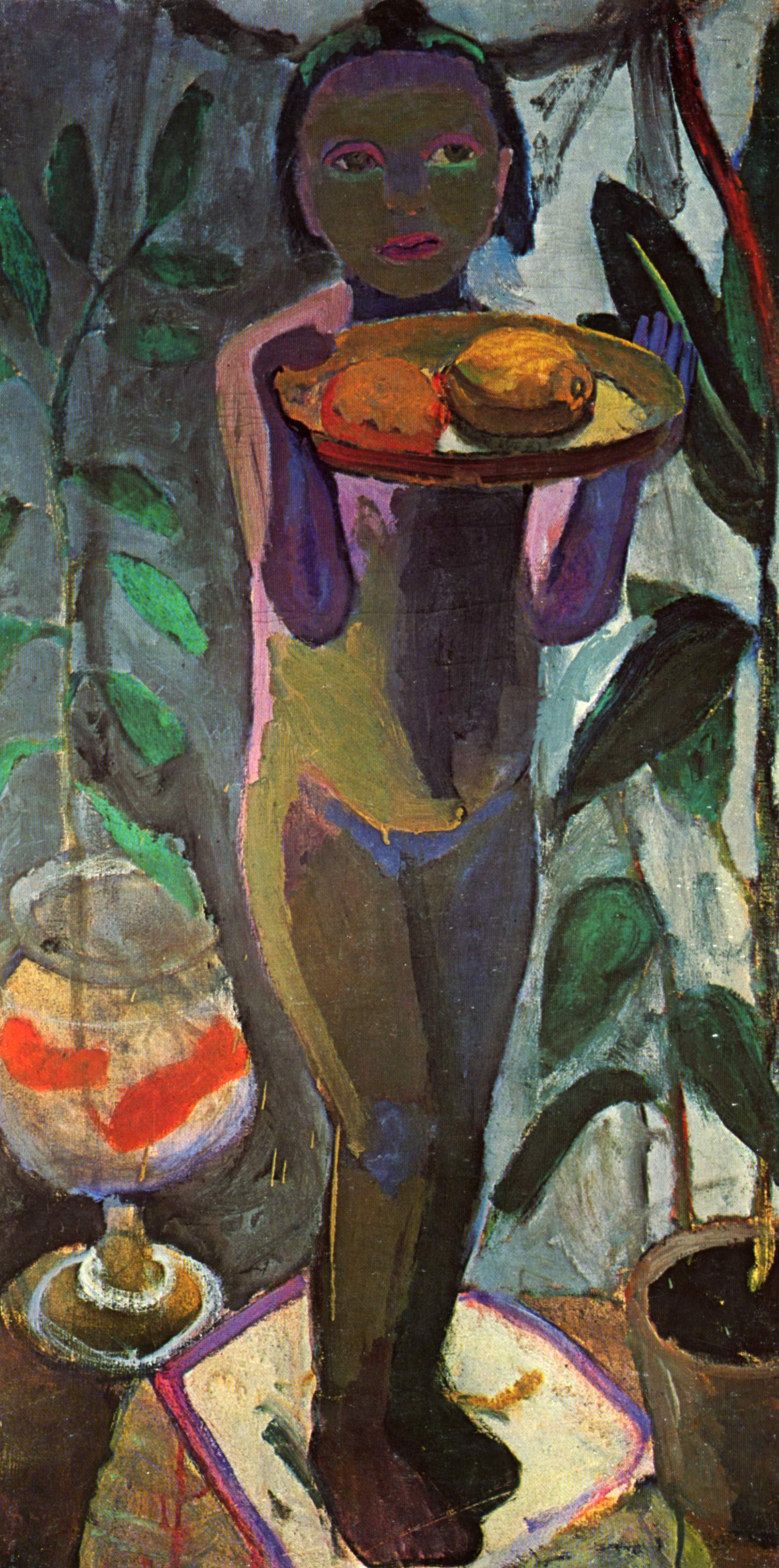
Девочка с аквариумом. 1906—1907. Новая пинакотека. Мюнхен

Третья поездка в Париж вдохновила Паулу Модерзон-Беккер на создание натюрмортов. До 1905 г. среди её работ было лишь десять натюрмортов, а в 1905—1907 гг. было создано почти пятьдесят. Изображённые на них предметы всё больше приближаются к простым геометрическим формам: кругу, эллипсу и трапеции.
Помимо натюрмортов Паула написала ещё несколько детских портретов, как, например, «Крестьянская девочка на стуле», на котором она отказалась от дифференцирующих линий и форм, или «Дудящая девочка в берёзовом лесу», простым изобразительным языком отразив единство ребёнка с природой. Изображённая в профиль девочка дудит в рожок и широко шагает на фоне густого осеннего леса.
Творческое развитие Паулы подвергалось всё более острой критике её мужа. А Пауле снова хотелось в Париж, и она поведала Кларе Вестхофф, которая после разрыва с Рильке снова жила в Ворпсведе, о том, что копит деньги на поездку. Когда в декабре 1905 г. Рильке приехал к своей жене и ребёнку в Ворпсведе на рождество, Паула посвятила и его в свои планы. Рильке в этот раз впервые серьёзно отнёсся к творчеству Модерзон-Беккер и оценил её манеру письма в одном из своих писем как решительную и трогательную.
Рильке поддержал Паулу в её желании покинуть Ворпсведе и мужа и приобрёл её «Младенца с рукой матери». Позднее он порекомендовал Пауле показать свои работы на парижских выставках. Но Паула Модерзон-Беккер, которая вообще неохотно показывала свои работы, не последовала его совету, сославшись на то, что у неё ещё недостаточно опыта.

#### Разрыв с Отто Модерзоном

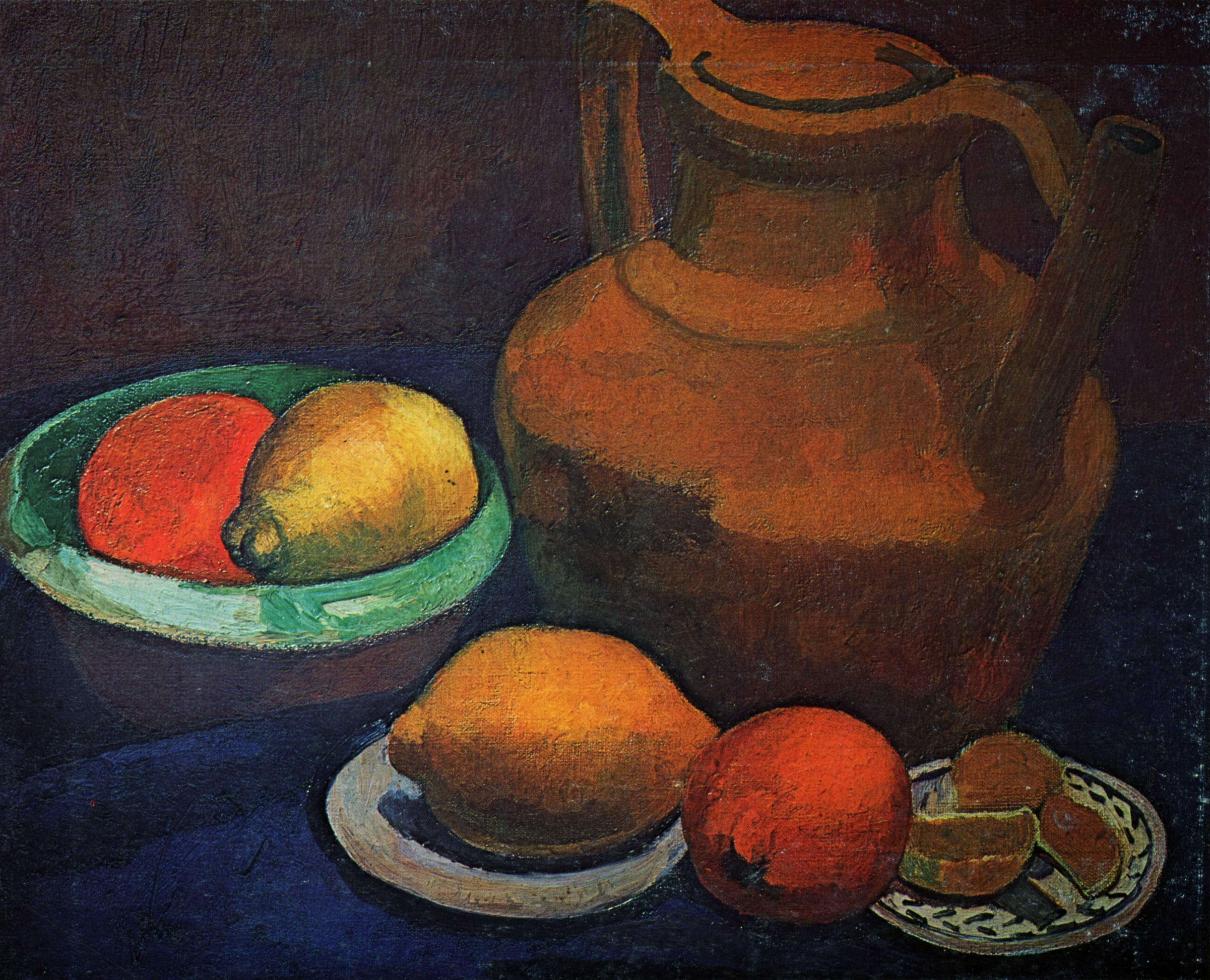
Натюрморт с глиняным кувшином. 1907. Частная коллекция

23 февраля 1906 г. Паула Модерзон-Беккер покинула Ворпсведе. В своём дневнике она написала, что так она бросила Отто Модерзона. Для него такой шаг оказался неожиданностью, и в своих письмах в Париж Модерзон умолял жену вернуться. Паула Модерзон-Беккер в ответ просила его свыкнуться с мыслью, что их жизненные пути разошлись. Отто Модерзон даже приехал в июне на неделю в Париж, но разговор с Паулой оказался безрезультатным. Отто Модерзон продолжал поддерживать жену материально. Семья Паулы обвинила её в эгоизме.
В Париже Паула обосновалась на Авеню дю Мэн и оборудовала себе скромную мастерскую. Недовольная своей живописной техникой, она снова училась рисунку, а также изучала анатомию в Школе изящных искусств и часто ходила на выставки. Находясь под впечатлением одной из скульптур, представленной в «Салоне независимых», она познакомилась со скульптором Бернхардом Хётгером и побывала в его мастерской. Когда он случайно узнал, что Паула занимается живописью, он настоял на том, чтобы она показала ему свои картины, и остался от них в полном восторге. Для Модерзон-Беккер, которую в её творчестве поддерживали лишь её муж и Рильке, такая оценка была очень приятна, и она с новыми силами отдала себя живописи. За 1906—1907 гг. Паула написала около 90 картин.
Паула работала в основном с обнажённой натурой. Она также писала натюрморты и многочисленные автопортреты, как, например, «Автопортрет с лимоном». Паула Модерзон-Беккер также написала первый известный автопортрет ню в полный рост.

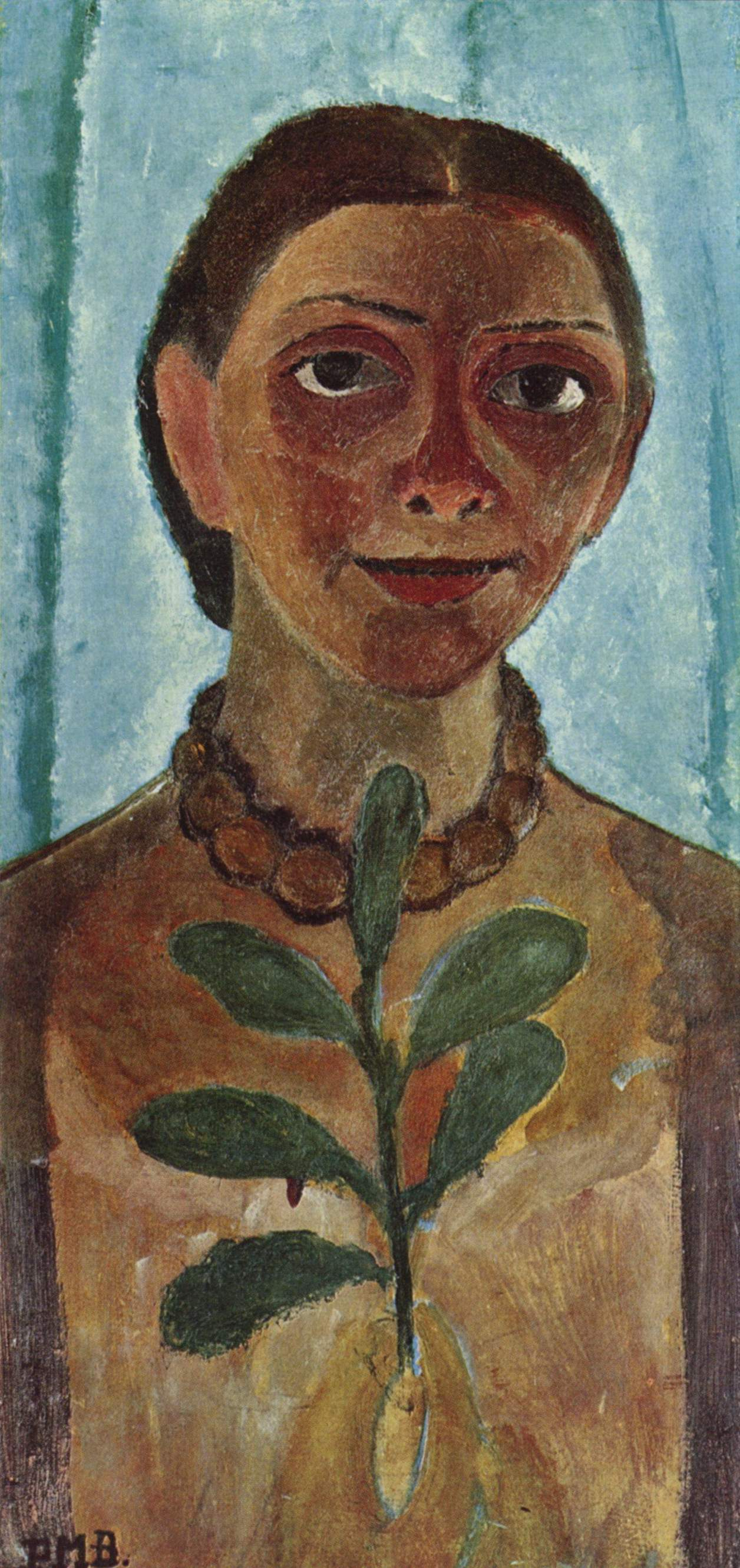
Автопортрет с веткой камелии. 1907. Музей Фолькванг. Эссен

#### Последнее возвращение в Ворпсведе

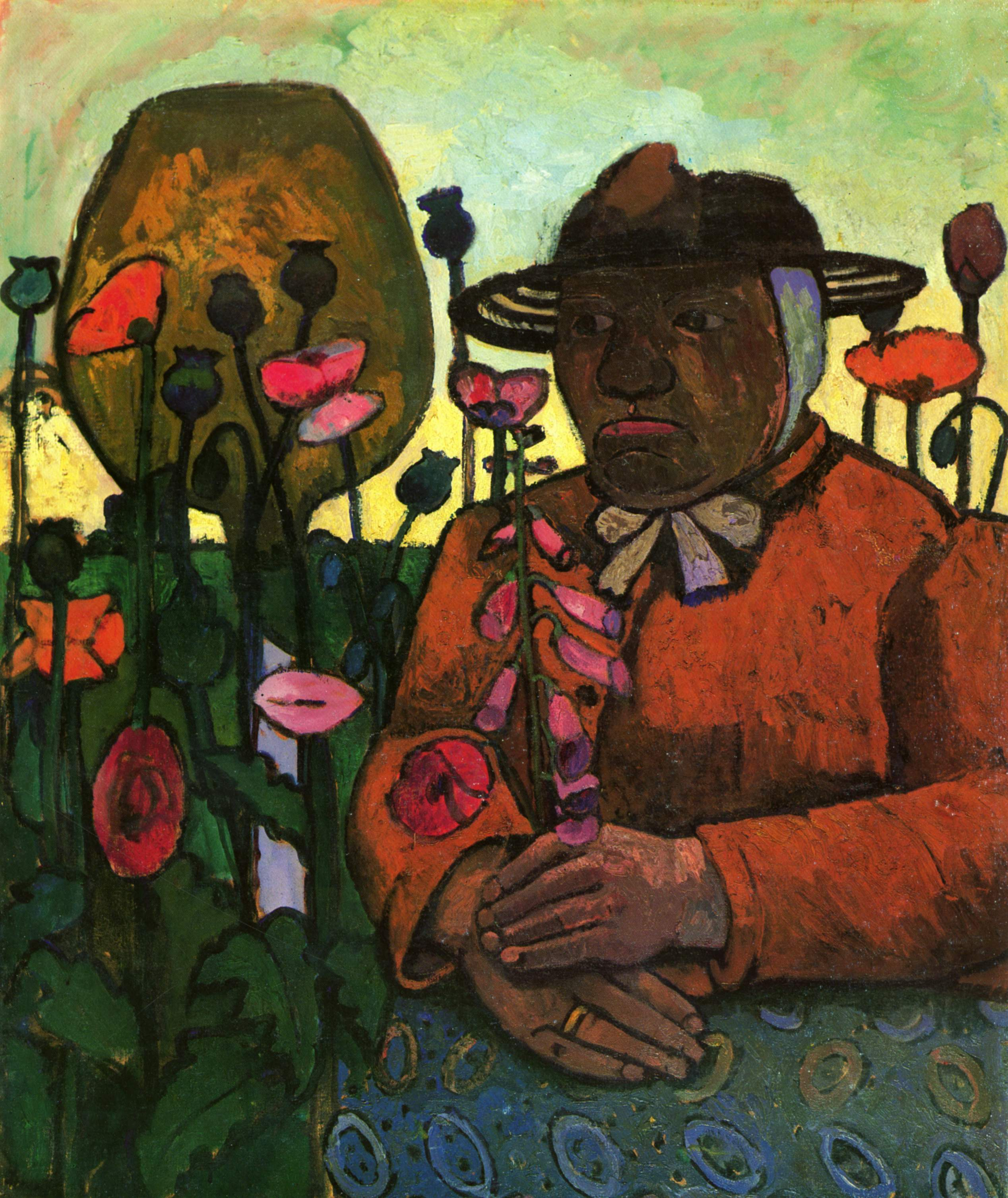
Старушка из богадельни в саду. 1907

3 сентября 1906 г. Паула Модерзон-Беккер сообщила своему мужу, что хочет подать на развод, и попросила у него в последний раз 500 марок, чтобы в будущем самой обеспечивать себя. Несколькими днями позже она отказалась от своего решения благодаря уговорам Бернхарда Хётгера, который объяснил ей, что она вряд ли сможет сама себя обеспечить.
В октябре Отто Модерзон приехал в Париж, чтобы остаться там на зиму рядом с Паулой. Он снял себе мастерскую на той же улице. В марте 1907 г. Паула вернулась в Ворпсведе со своим мужем. В этот год она написала немного картин.
Паула наконец-то ожидала ребёнка, однако страдала от того, что её положение не позволяло ей заниматься живописью так же интенсивно, как раньше. К последним законченным работам относится «Старушка из богадельни в саду», на которой изображена пожилая женщина на фоне макового поля, которая держит в сложенных на коленях руках веточку наперстянки. После этой картины Паула написала свой последний автопортрет — «Автопортрет с веткой камелии».
2 ноября у Паулы Модерзон-Беккер родилась дочь Матильда (Тилле). Роды были тяжёлыми, и Пауле был прописан постельный режим. Она впервые поднялась с постели 20 ноября, и у неё началась эмболия. Паула Модерзон-Беккер умерла в возрасте 31 года. По свидетельству её мужа, последними словами Паулы были «Как жаль».

## Фонд Паулы Модерзон-Беккер
В 1978 г. дочь Паулы Модерзон-Беккер Тилле (1907—1998) основала фонд имени своей матери.

## Музей Паулы Модерзон-Беккер в Бремене
В бременском Музее Паулы Модерзон-Беккер на улице Бёттхерштрассе располагается постоянная выставка лучших работ Паулы Модерзон-Беккер. Своим существованием музей и его здание в стиле экспрессионизма обязаны Людвигу Розелиусу (1874—1943), по поручению которого Бернхард Хётгер подготовил проект здания для собрания работ Паулы Модерзон-Беккер. Музей открылся для посетителей 2 июня 1927 года. В нём также хранится коллекция скульптур, картин и рисунков Бернхарда Хётгера. Музейные площади используются в том числе и для проведения временных выставок.